# Ліван Лопес
Ліван Лопес  (ісп. Livan López, 24 січня 1982) — кубинський борець вільного стилю, олімпійський медаліст, триразовий призер чемпіонатів світу, дворазовий переможець Панамериканських чемпіонатів, чемпіон Панамериканських ігор.

## Біографія
Боротьбою почав займатися з 1999 року.

## Спортивні результати на міжнародних змаганнях

### Виступи на Олімпіадах
| Змагання                    | Збірна | Вагова категорія          | Місце  |
| --------------------------- | ------ | ------------------------- | ------ |
| Літні Олімпійські ігри 2012 | Куба   | вільна боротьба, до 66 кг | Бронза |
| Літні Олімпійські ігри 2016 | Куба   | вільна боротьба, до 74 кг | 10     |

### Виступи на Чемпіонатах світу
| Змагання                        | Збірна | Вагова категорія          | Місце  |
| ------------------------------- | ------ | ------------------------- | ------ |
| Чемпіонат світу з боротьби 2011 | Куба   | вільна боротьба, до 66 кг | Бронза |
| Чемпіонат світу з боротьби 2013 | Куба   | вільна боротьба, до 66 кг | Срібло |
| Чемпіонат світу з боротьби 2014 | Куба   | вільна боротьба, до 74 кг | Бронза |
| Чемпіонат світу з боротьби 2015 | Куба   | вільна боротьба, до 74 кг | 7      |

### Виступи на Панамериканських чемпіонатах
| Змагання                                   | Збірна | Вагова категорія          | Місце  |
| ------------------------------------------ | ------ | ------------------------- | ------ |
| Панамериканський чемпіонат з боротьби 2011 | Куба   | вільна боротьба, до 66 кг | Золото |
| Панамериканський чемпіонат з боротьби 2014 | Куба   | вільна боротьба, до 74 кг | Срібло |
| Панамериканський чемпіонат з боротьби 2016 | Куба   | вільна боротьба, до 86 кг | Золото |

### Виступи на Панамериканських іграх
| Змагання                  | Збірна | Вагова категорія          | Місце  |
| ------------------------- | ------ | ------------------------- | ------ |
| Панамериканські ігри 2011 | Куба   | вільна боротьба, до 66 кг | Золото |
| Панамериканські ігри 2015 | Куба   | вільна боротьба, до 74 кг | Бронза |

### Виступи на Кубках світу
| Змагання                    | Збірна | Вагова категорія          | Місце |
| --------------------------- | ------ | ------------------------- | ----- |
| Кубок світу з боротьби 2015 | Куба   | вільна боротьба, до 74 кг | 7     |

### Виступи на інших змаганнях
| Змагання                                                     | Збірна | Вагова категорія          | Місце  |
| ------------------------------------------------------------ | ------ | ------------------------- | ------ |
| Центральноамериканські і Карибські ігри 2014 (Веракрус)      | Куба   | вільна боротьба, до 74 кг | Золото |
| Відкритий кубок Монголії з боротьби 2012                     | Куба   | вільна боротьба, до 74 кг | 5      |
| Cerro Pelado International 2012                              | Куба   | вільна боротьба, до 66 кг | Золото |
| Кубок Гранми з боротьби 2015                                 | Куба   | вільна боротьба, до 74 кг | Бронза |
| Beat the Streets 2015                                        | Куба   | вільна боротьба, до 74 кг | Срібло |
| Pro Wrestling League 2015                                    | Куба   | команда                   | Срібло |
| Олімпійський кваліфікаційний турнір з боротьби 2016 (Фріско) | Куба   | вільна боротьба, до 74 кг | Золото |
| Cerro Pelado International 2016                              | Куба   | вільна боротьба, до 74 кг | Золото |
| Меморіал Вацлава Циолковського 2016                          | Куба   | вільна боротьба, до 86 кг | 16     |
| Кубок Канади з боротьби 2016                                 | Куба   | вільна боротьба, до 74 кг | Золото |
| Гран-прі Іспанії з боротьби 2016                             | Куба   | вільна боротьба, до 74 кг | Золото |
| Золотий Гран-прі з боротьби 2016                             | Куба   | вільна боротьба, до 74 кг | 9      |
| Cerro Pelado International 2017                              | Куба   | вільна боротьба, до 74 кг | Золото |